# Nelson-Atkins Museum of Art
Nelson-Atkins Museum of Art je muzeum umění v Kansas City ve Spojených státech.

## Historie
Muzeum bylo postaveno na místě Oak Hall, domu vydavatele Williama Rockhilla Nelsona. Ten na základě své poslední vůle přidělil svůj majetek k vytvoření muzea a nákupu uměleckých děl. Podobná ustanovení rozšiřující finanční prostředky učinila jeho dcera a syn. Současně v roce 1911, darovala bývalá učitelka Mary Atkinsová 300 000 dolarů na zřízení muzea umění. Díky úspěšným investicím se v roce 1927 tato částka zvýšila na 700 000 dolarů. Původně podle poslední vůle, měla být vytvořena dvě samostatná muzea, ale jejich správci se rozhodli kombinovat dotace a vytvořit jednu velkou sbírku.
Budova byla navržena slavnými architekty v Kansas City, Thomasem a Williamem Wightem. Byla modelem budově, ve kterém sídlí Clevelandské muzeum umění. Muzeum bylo otevřeno 11. prosince 1933.

## Sbírky

### Evropští malíři
Zástupci evropských malířů, jejichž díla jsou ve sbírkách k vidění, jsou: Caravaggio, Jean-Baptiste-Siméon Chardin, Petrus Christus, El Greco (Pokání Máří Magdaleny, 1585), Giovanni Francesco Barbieri Guercino, Alessandro Magnasco, Giuseppe Bazzani, Corrado Giaquinto, Cavaliere d'Arpino, Gaspare Traversi, Giuliano Bugiardini, Titian, Rembrandt, Louise Élisabeth Vigée Le Brun, Peter Paul Rubens, Gustave Caillebotte, Edgar Degas, Claude Monet, Camille Pissarro a Vincent van Gogh. Z pozdně gotického období a raně italské a německé renesance lze vidět díla Jacopa del Casentina, Giovanniho di Paola, Bernarda Daddiho, Lorenza Monaka, Gherarda Starninu, Lorenza di Crediho, Maxe Beckmanna, Karla Hofera, Emila Noldeho, Ernsta Ludwiga Kirchnera a Oskara Kokoschky .

### Američtí malíři
Největší sbírka dostupná pro veřejnost obsahuje práce mimo jiné umělců jako: Thomas Hart Benton a George Bellows, George Caleb Bingham, Frederic Edwin kostel, John Singleton Copley, Thomas Eakins, Winslow Homer a John Singer Sargent.

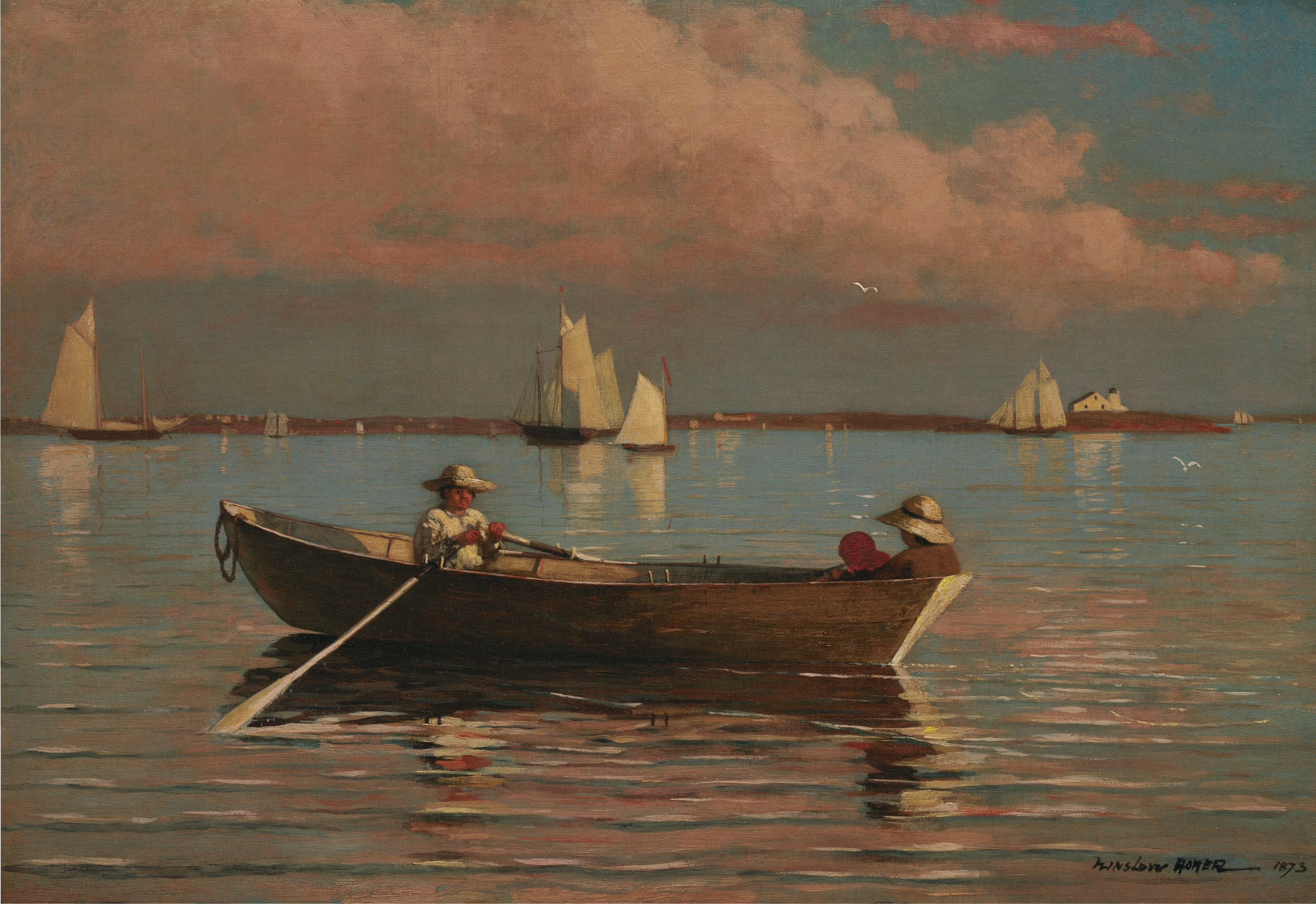
Winslow Homer, Gloucester Harbor, 1873, dar nadace Enid and Crosby Kemper Foundation
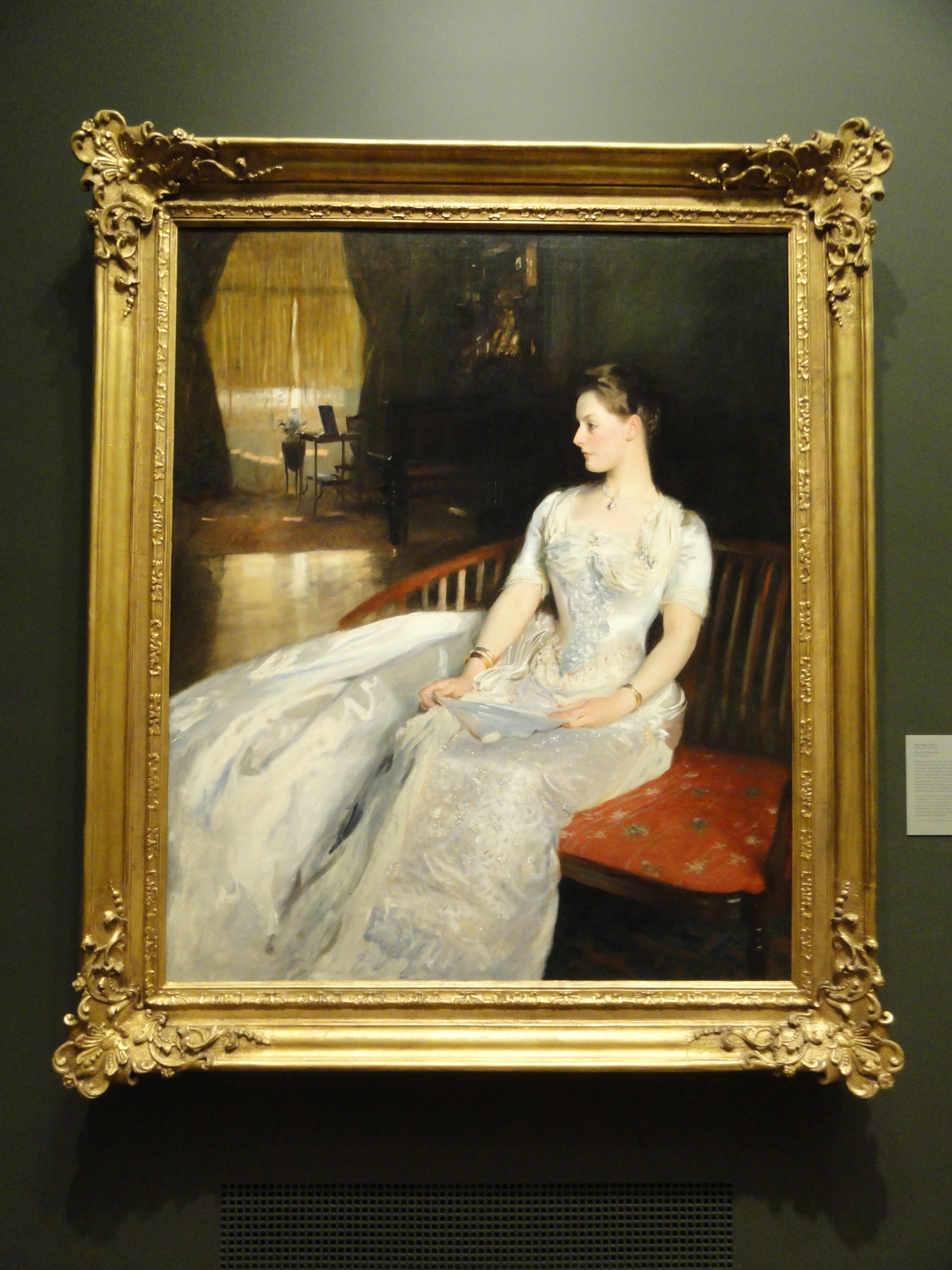
John Singer Sargent, Mrs. Cecil Wade, 1886
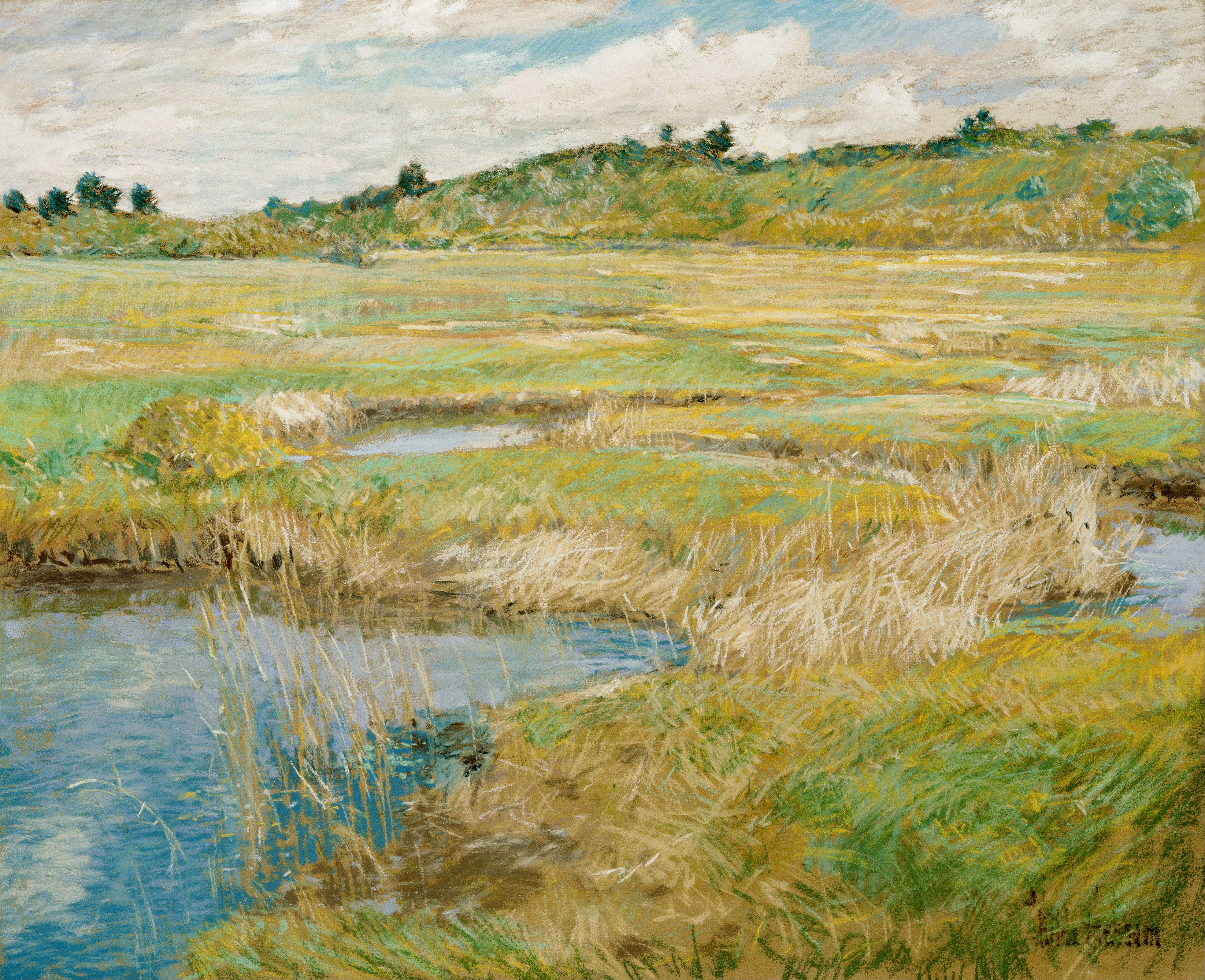
Childe Hassam, The Concord Meadow, 1891
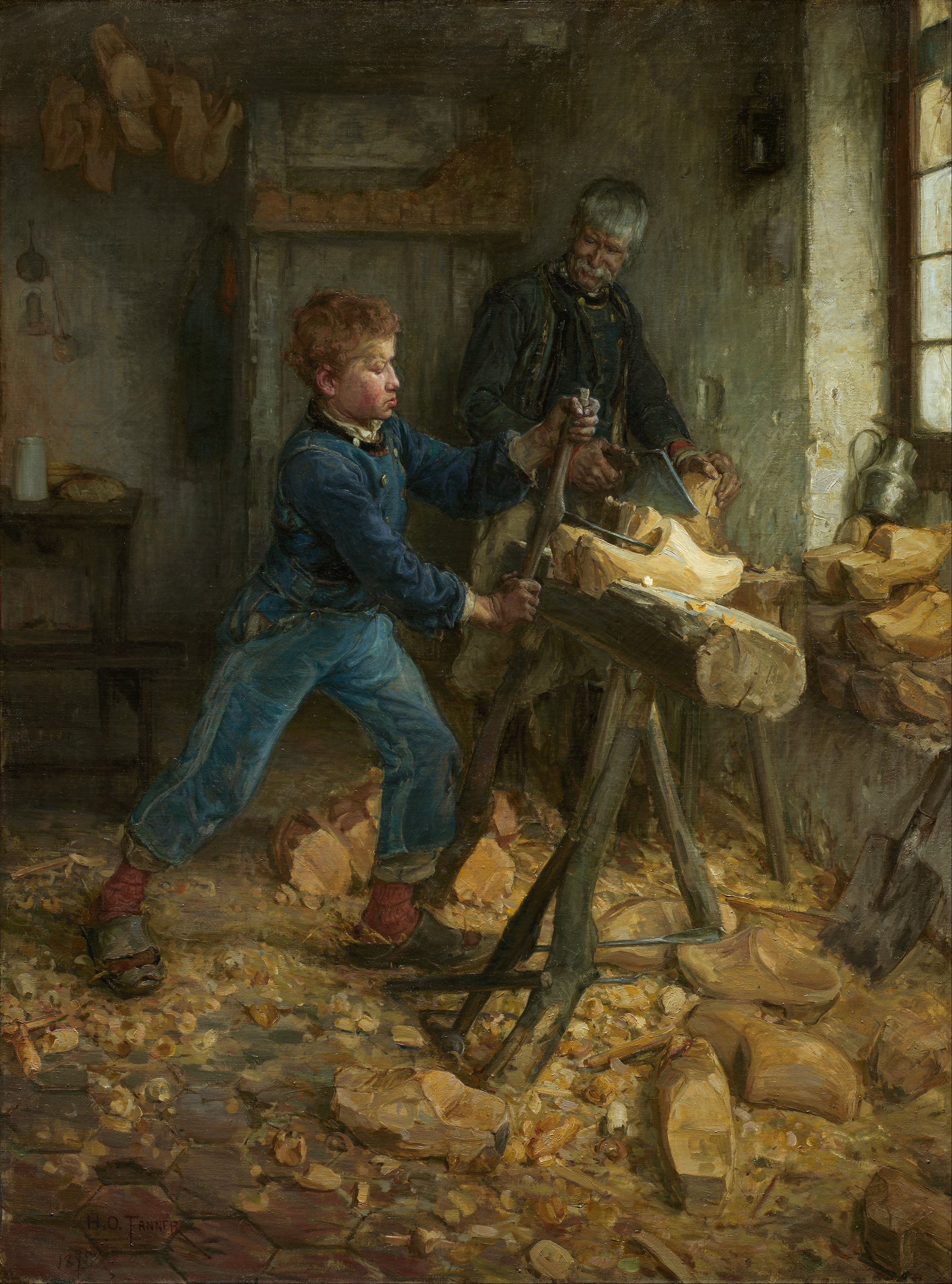
Henry Ossawa Tanner, The Young Sabot Maker, 1895
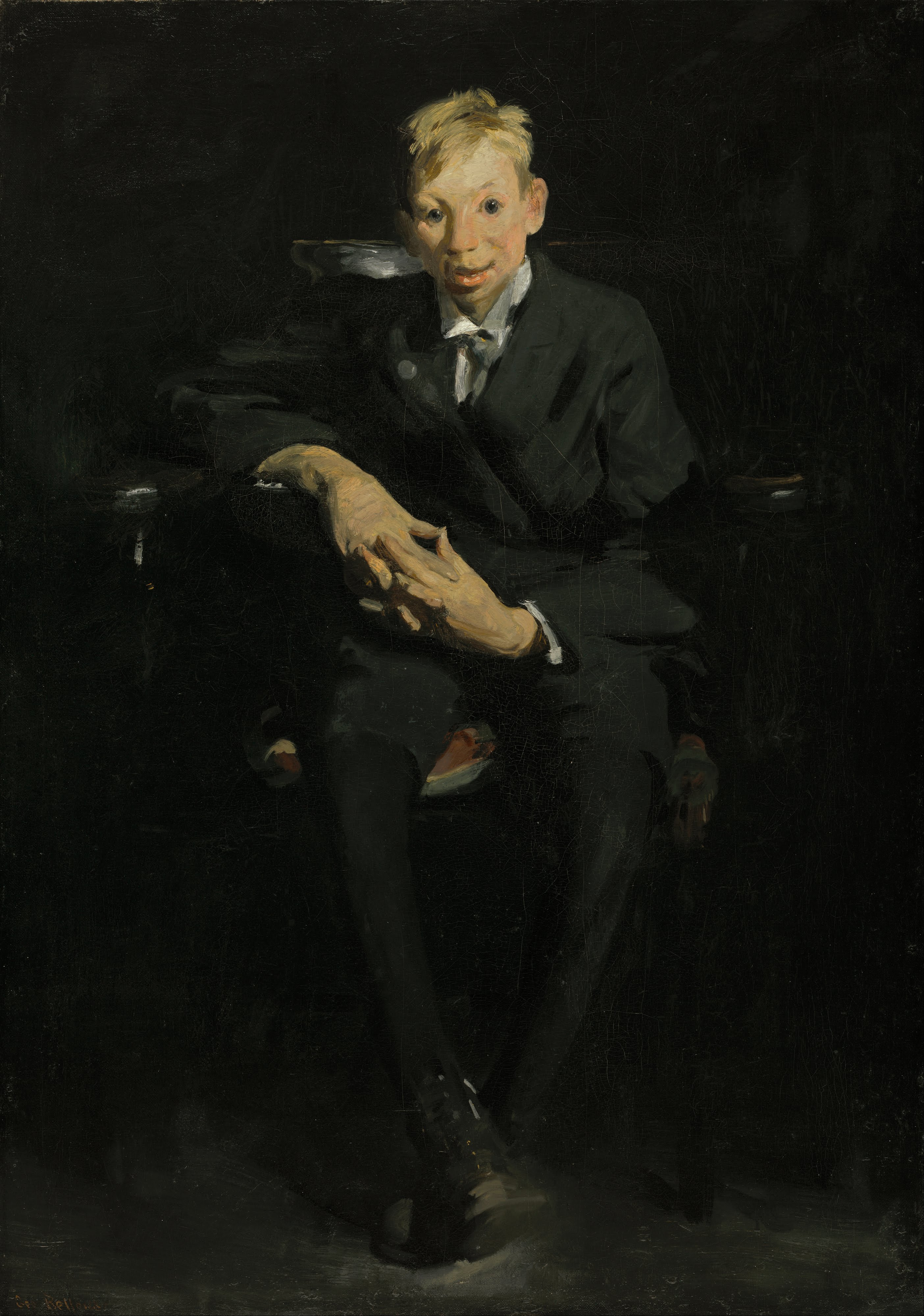
George Bellows, Frankie, the Organ Boy, 1907
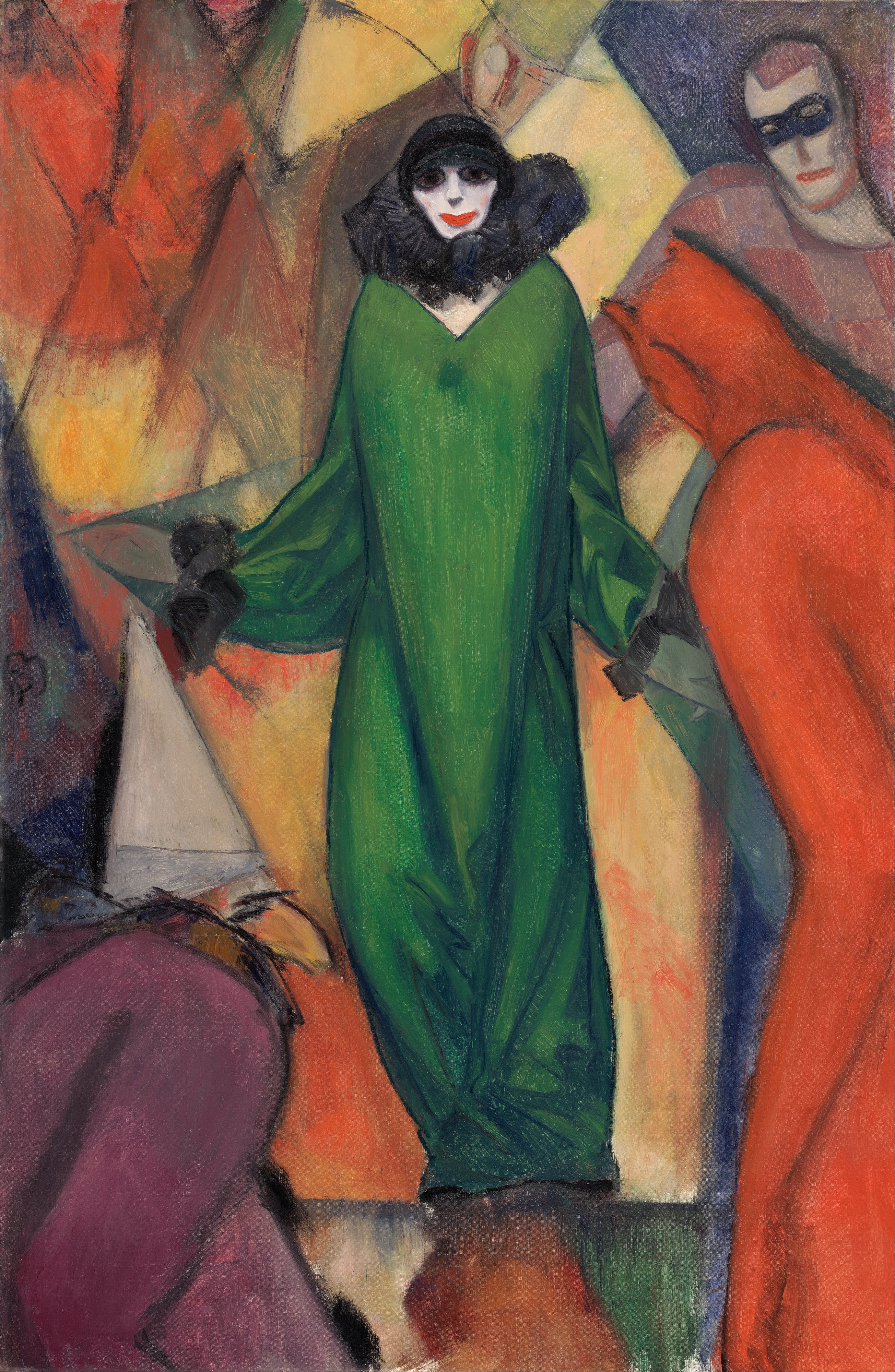
Albert Bloch, The Green Domino, 1913

### Fotografie
V roce 2006 daroval předseda společnosti Hallmark Cards pan Donald J. Hall, Sr. muzeu celou sbírku Hallmark Photographic Collection, která zahrnuje historii fotografie od roku 1839 do současnosti. Primárně se zaměřuje na americké autory, a obsahuje práce od fotografů jako Southworth & Hawes, Carleton Watkins, Timothy O'Sullivan, Alvin Langdon Coburn, Alfred Stieglitz, Dorothea Lange, Homer Page, Harry Callahan, Lee Friedlander, Andy Warhol, Todd Webb, nebo Cindy Sherman a mnoho dalších. Ve sbírce je také snímek Akt Charis pořízený Edwardem Westonem v roce 1936.

## Budova

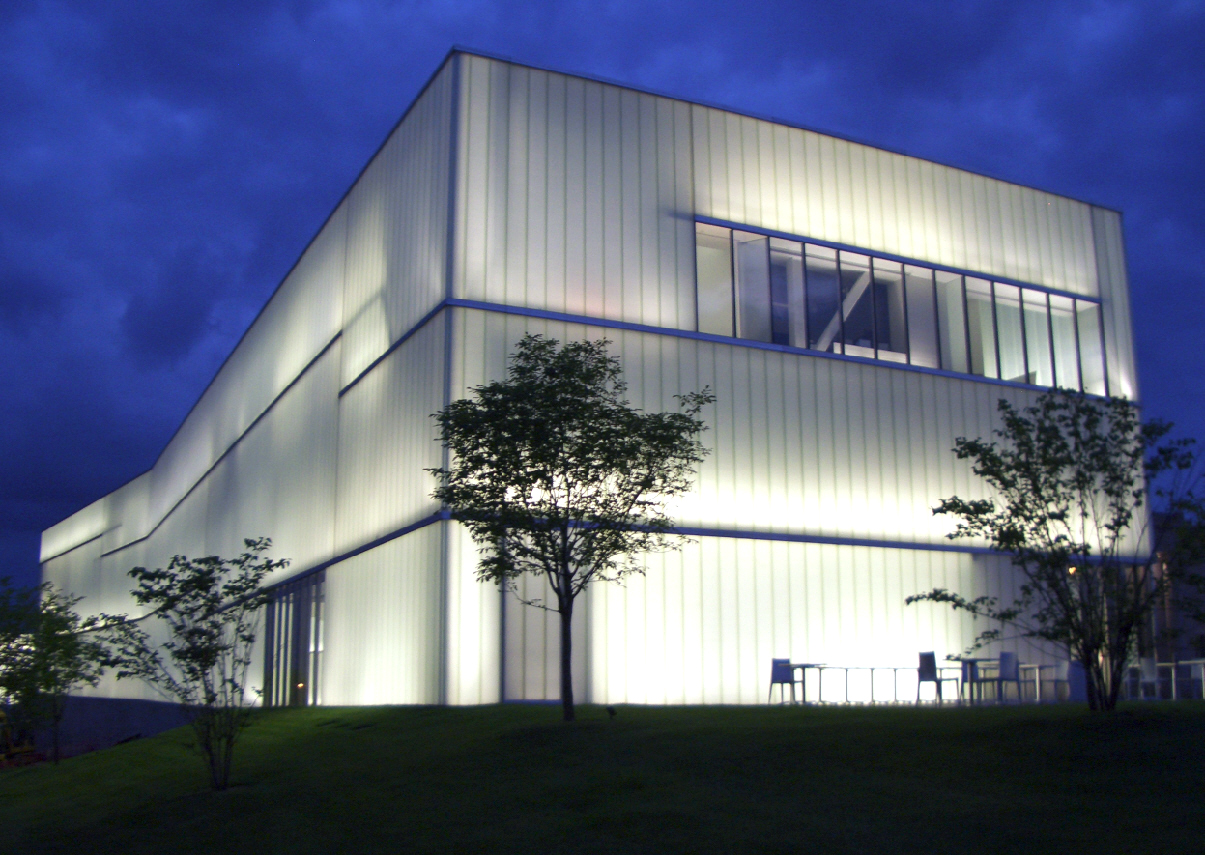
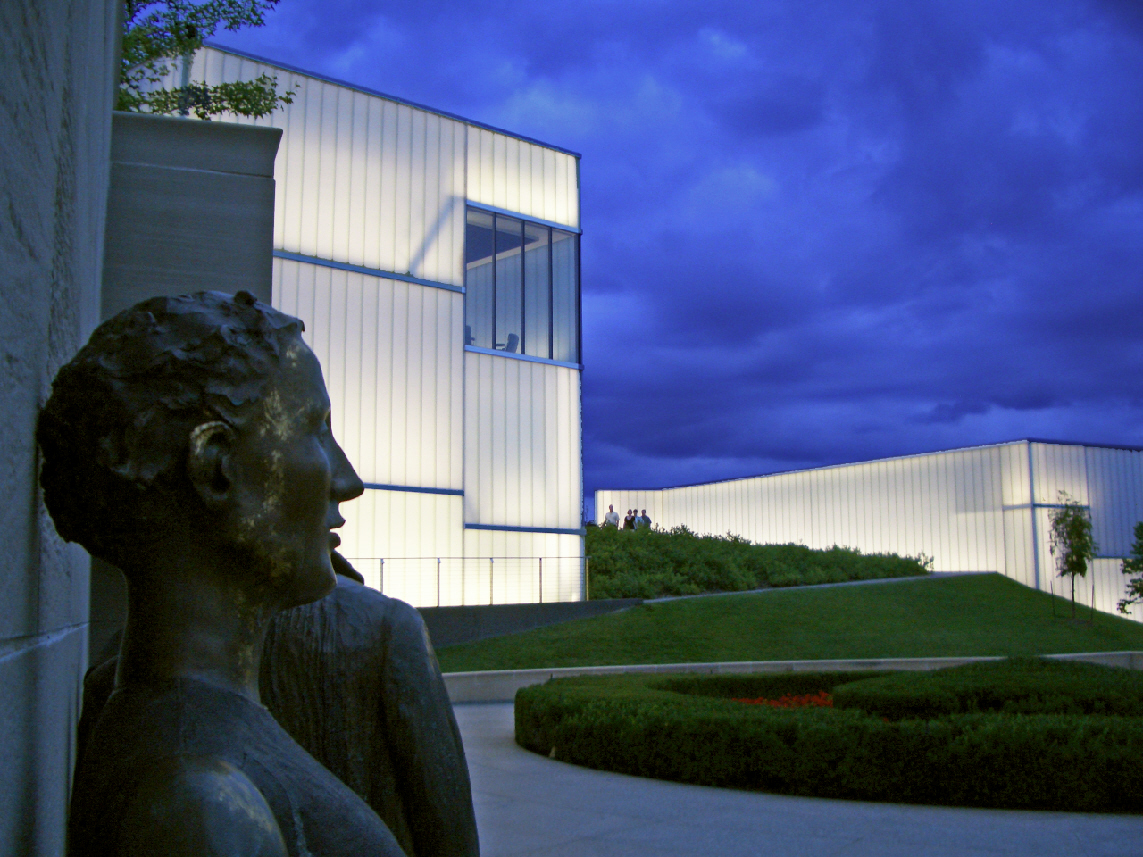
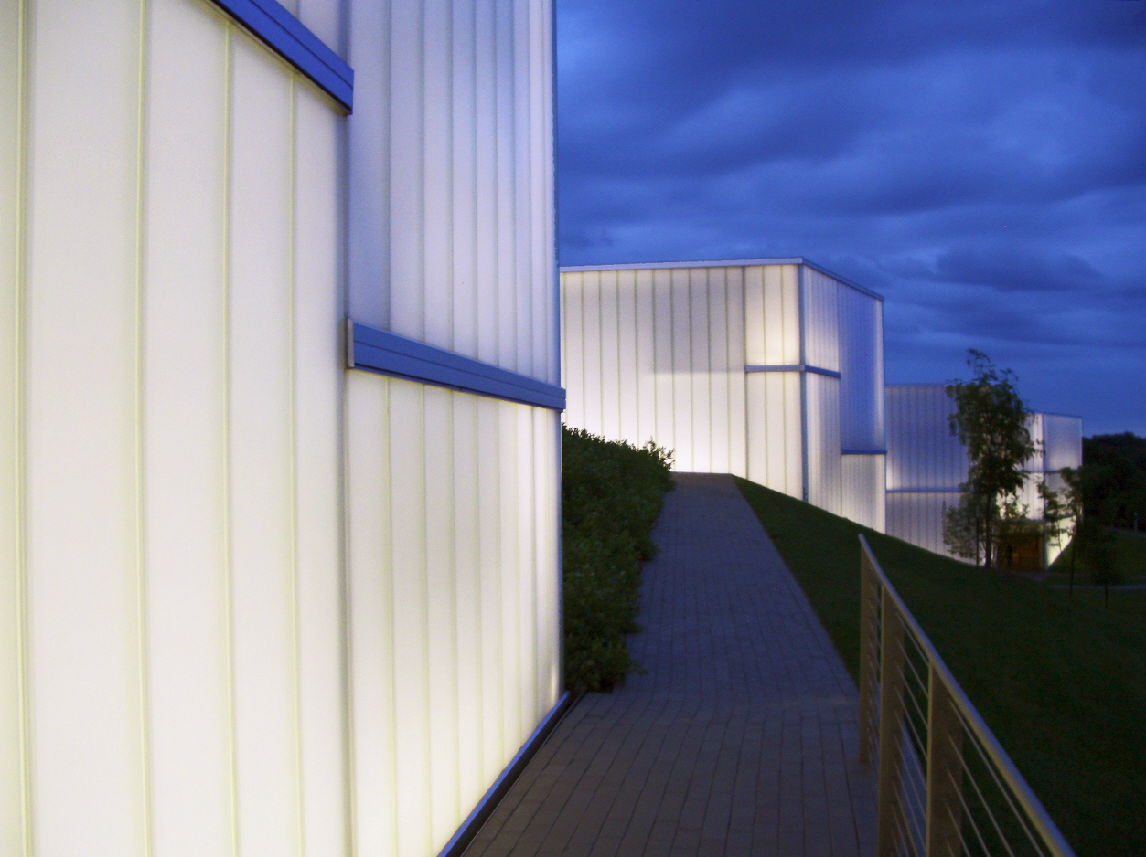
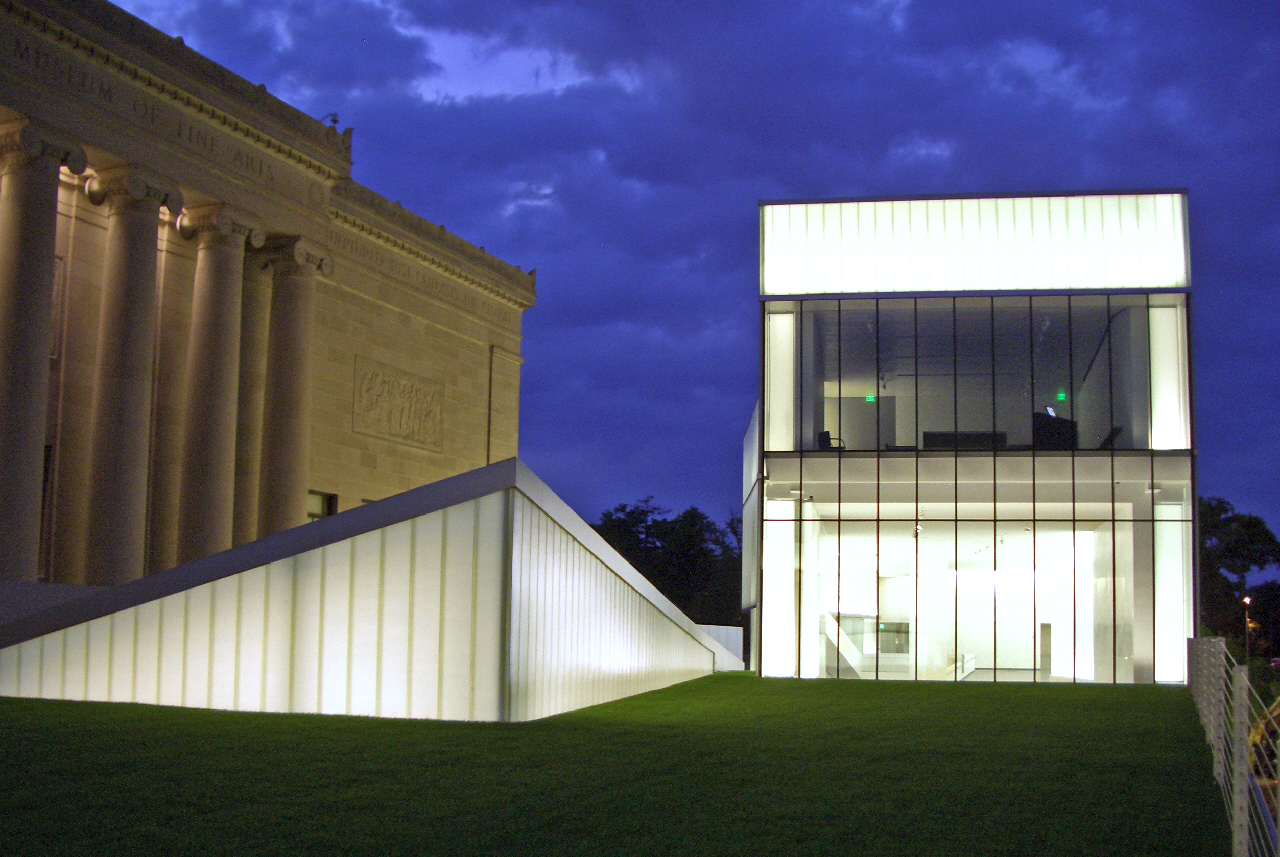
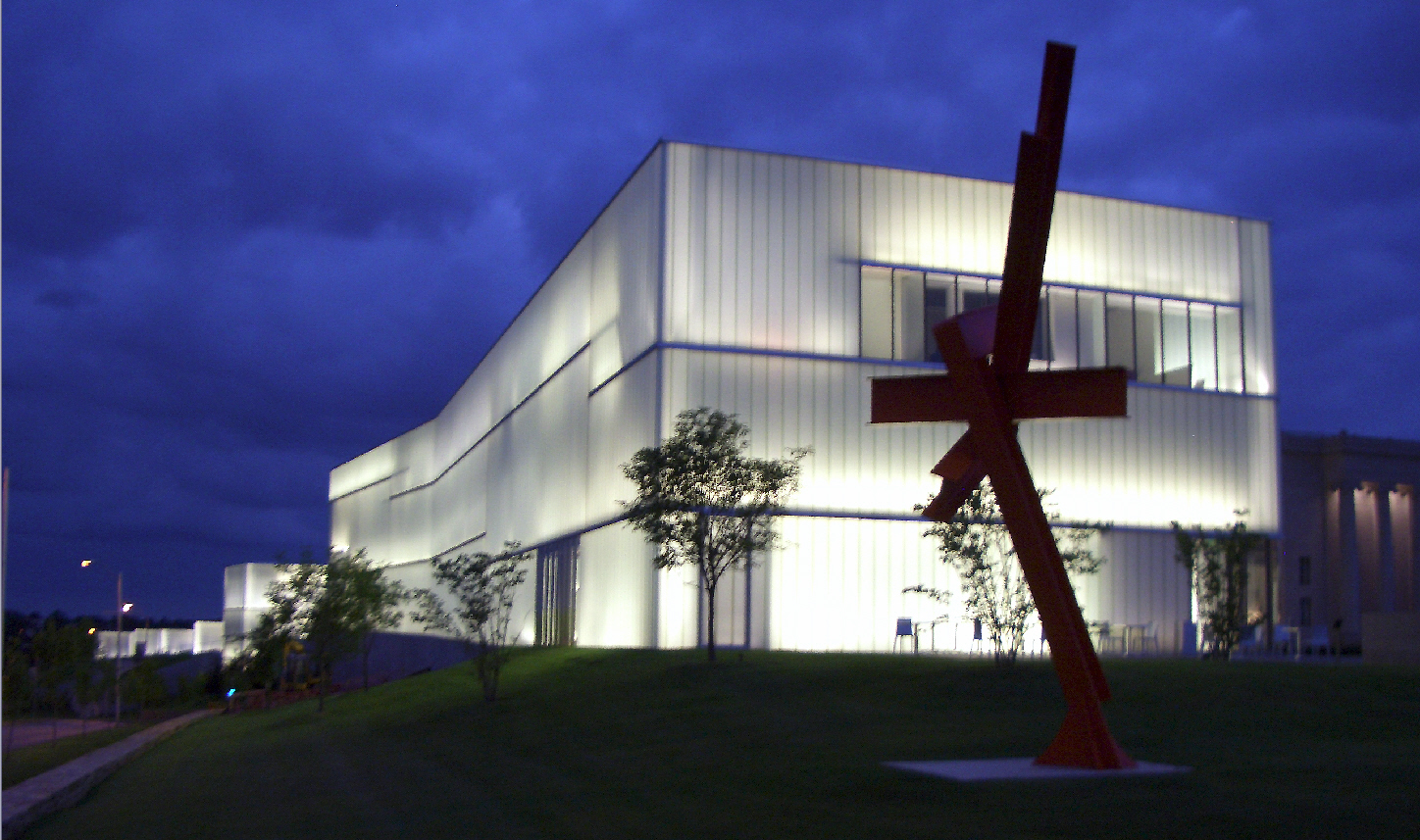
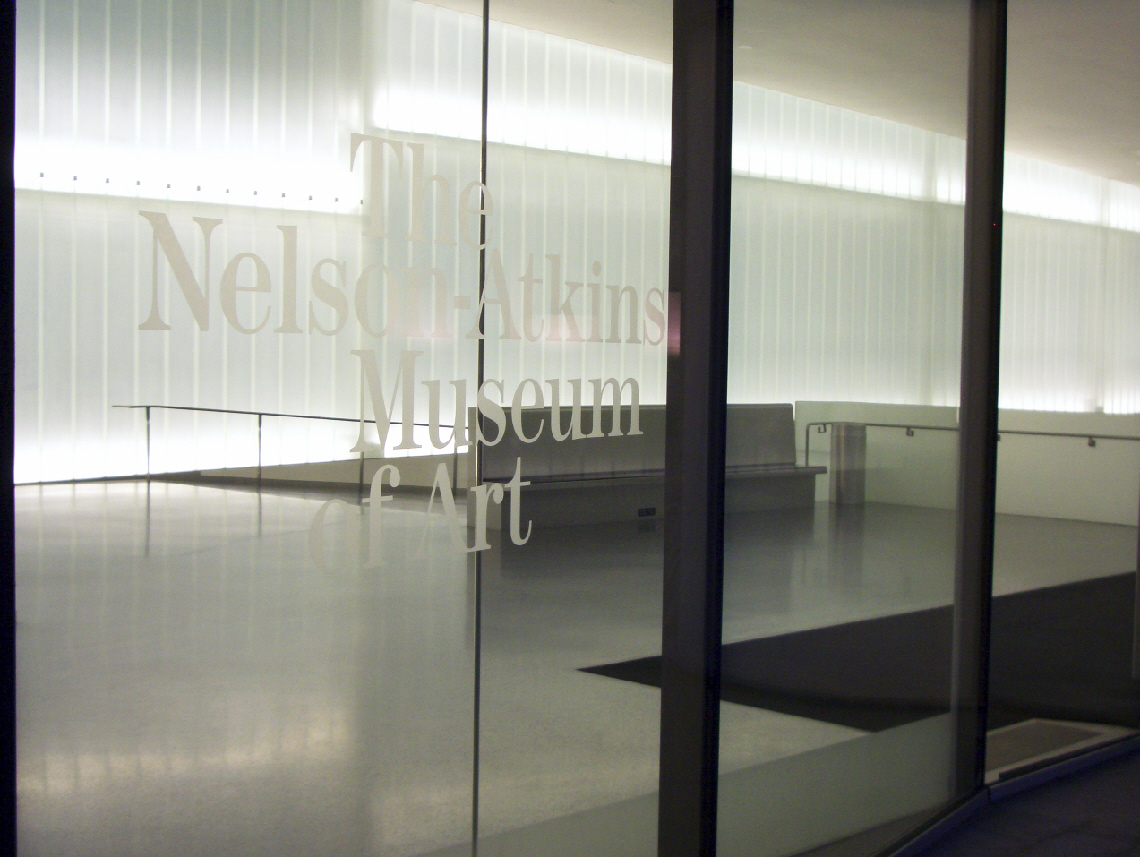
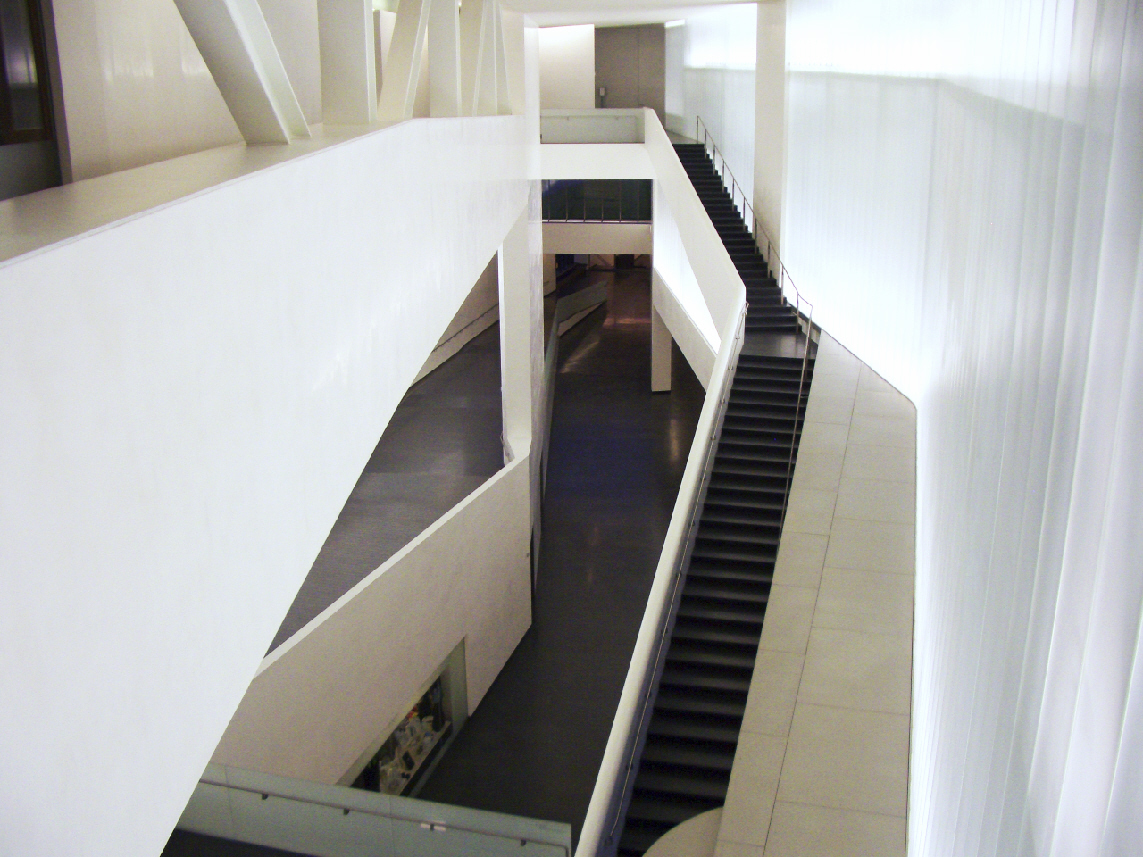
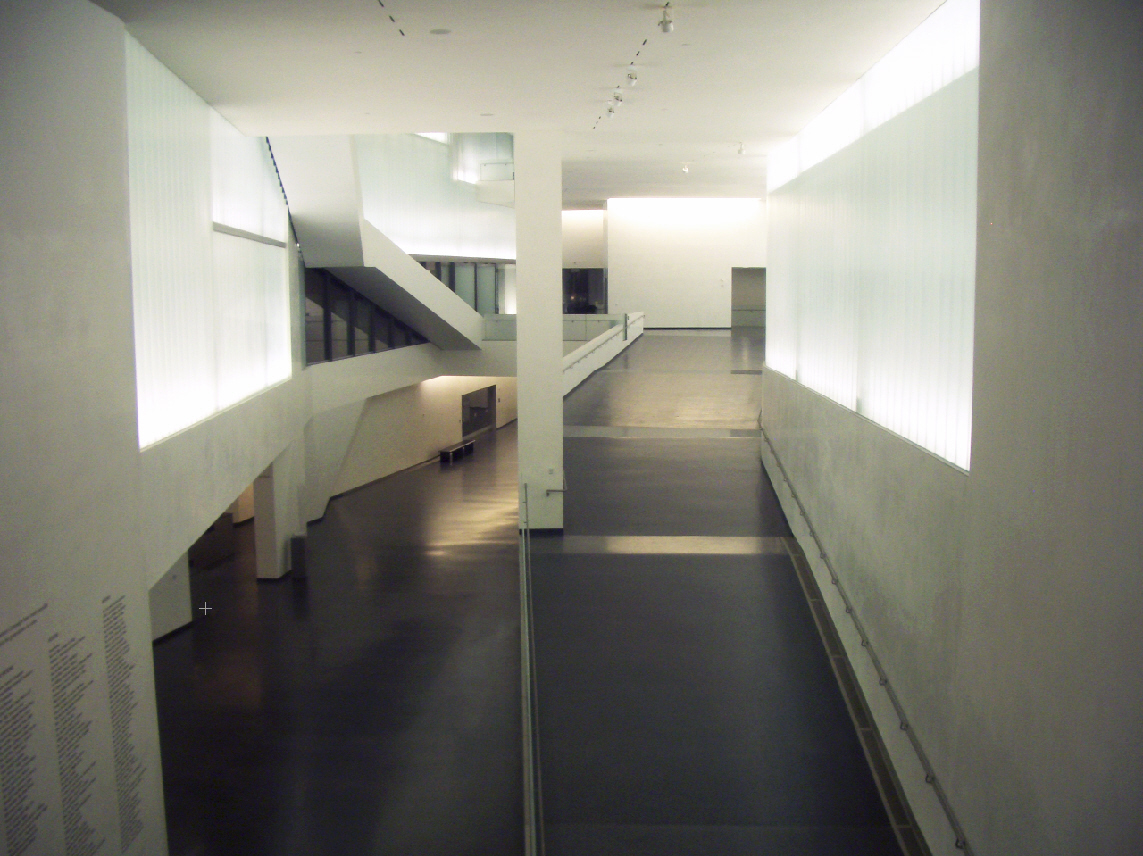
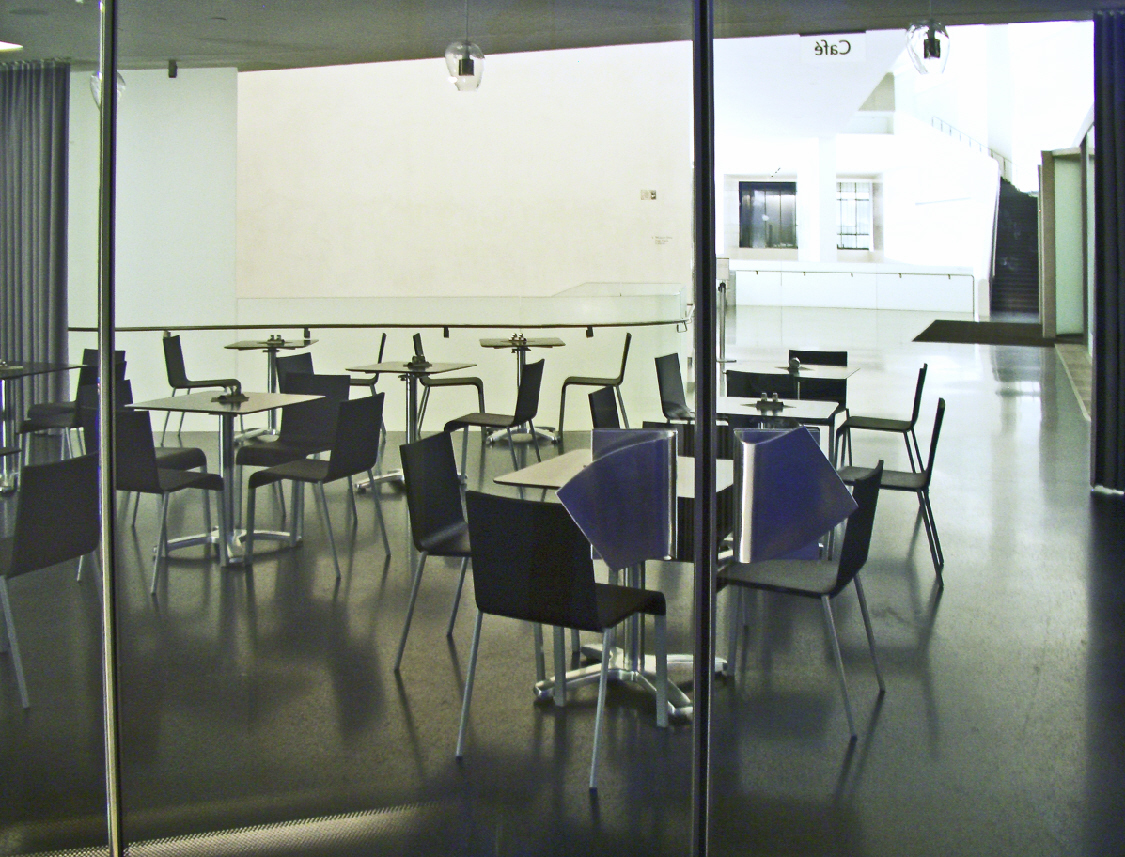
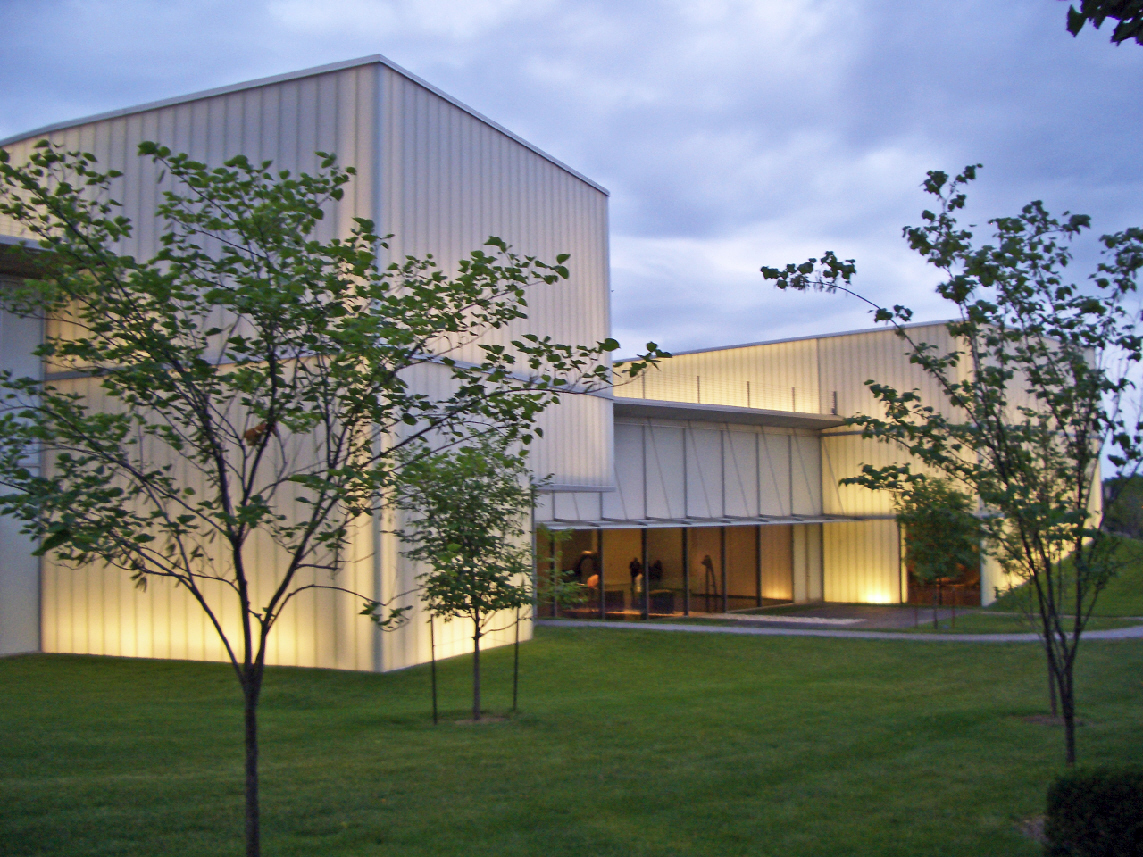